# وانغ هاو (مغني)
وانغ هاو (بالصينية: 王浩) هو مغني صيني، ولد في 17 مايو 1987 في داليان في الصين.